# Trogoderma ballfinchi
Trogoderma ballfinchi är en skalbaggsart som beskrevs av William James Beal 1954. Trogoderma ballfinchi ingår i släktet Trogoderma och familjen ängrar. Inga underarter finns listade i Catalogue of Life.